# La meva vida de gos
La meva vida de gos (títol original en suec: Mitt liv som hund) és una pel·lícula sueca dirigida per Lasse Hallström, estrenada l'any 1985. Ha estat doblada al català.

## Argument
Ingemar té dotze anys i encadena ficades de pota, una darrera l'altre. El nen està angoixat des que la seva mare és malalta. Allitada, cansada per la tuberculosi, l'atenció que reclamen Ingemar i el seu germà gran, Erik, tot se li fa insuportable. Són aleshores enviats a casa dels pares, just el temps per la mare de trobar una mica de calma.
A casa de l'oncle Gunnar, Ingemar troba una vida de nen. El poblet porta una vida tranquil·la i rica de personatges interessants com el Senyor Ardvisson que es gronxa amb la lectura de catàlegs de sota interior, Saga, una jove noiot que lluita desesperadament contra el seu pit naixent o el veí de l'oncle Gunnar que passa el seu temps reparant la seva teulada quan no es banya en els estanys congelats a l'hivern.

## Repartiment
- Anton Glanzelius: Ingemar
- Tomas von Brömssen: oncle Gunnar
- Anki Lidén: mare de Ingemar
- Melinda Kinnaman: Saga
- Kristina Rundgren: tia Ulla
- Lennart Hjulström: artista
- Ing-Casa Carlsson: Berit
- Leif Ericsson: vell Sandberg
- Christina Carlwind: Madame Sandberg
- Ralph Carlsson: Harry
- Viveca Dahlén: tvättande kvinna
- Arnold Alfredsson: Mannes farfar
- Fritz Elofsson: Mäster
- Didrik Gustavsson: Senyor Arvidsson
- Jan-Philip Hollström: Manne, el nen de cabells verds
- Vivi Johansson: tia Arvidsson
- Per Ottosson: Tommy
- Magnus Rask: Fransson
- Tony Rex: En pojke
- Manfred Serner: Erik, el germà d'Ingemar
- Johanna Udéhn: Lilla Grodan
- Susanna Wetterholm: Karin

## Premis i nominacions
- Oscars del 1988: nominada en les categories millor direcció i millor guió
- Globus d'Or del 1988: Millor pel·lícula en llengua estrangera
- Aquesta pel·lícula forma part de la Llista del BFI de les 50 pel·lícules a veure abans de tenir 14 anys establerta l'any 2005 pel British Film Institute.